# Fachmann (Berufsbezeichnung)
Fachmann oder Fachfrau bezeichnet eine Person mit spezifischen Wissen auf ihrem Fachgebiet; der geschlechtergerechte Plural heißt Fachleute. Die Bezeichnung als solche ist nicht geschützt, sodass sie in verschiedenen Zusammenhängen und insbesondere für verschiedene Ausbildungsstufen und -arten, aber auch zur Selbstbezeichnung verwendet wird.
Die unten aufgeführten Beispiele sind beispielhaft und haben keinen Anspruch auf Vollständigkeit.

## Deutschland
In Deutschland enthalten u. a. folgende Ausbildungsberuf den Begriff Fachmann bzw. Fachfrau:
- Automatenfachmann
- Fachmann für Systemgastronomie
- Fotomedienfachmann
- Molkereifachmann
- Hotelfachmann
- Restaurantfachmann

Prüfungen an Industrie- und Handelskammern, die als Abschluss den Begriff Fachmann verwenden:
- Versicherungsfachmann

Als Umschulungsberuf existiert beispielsweise:
- Qualitätsfachmann

## Österreich
U. a. folgende Ausbildungsberufe enden auf Fachmann:
- Gastronomiefachmann
- Medienfachmann/-frau (Druckerei Gewerbe)
- Straßenerhaltungsfachmann

Akademische Abschlüsse:
- Akademischer Medienfachmann

## Schweiz
Der Begriff "Fachmann" ist Bestandteil mehrere geschützter Berufsbezeichnungen auf unterschiedlichen Stufen.
z. B. dreijährige Berufliche Grundbildung (Abschluss mit eidg. Fähigkeitszeugnis)
- Automobil-Fachmann
- Fachmann Betreuung
- Fachmann Pflege
- Fachleute für Kundendialog
- Fachmann Gesundheit

Berufsprüfung:
- Prozessfachmann/-frau
- Fachmann/-frau der biologisch-dynamischen Landwirtschaft
- Fachmann für Personen- und Objektschutz
- Fachmann für Sicherheit und Bewachung
- Einkaufsfachmann/-frau